# Almudena Gallardo
Almudena Gallardo, född 26 mars 1979, är en spansk bågskytt. Hon deltog vid olympiska sommarspelen 2000 och olympiska sommarspelen 2004.